# Rennrodel-Europameisterschaften 1998
Die 36. Rennrodel-Europameisterschaften wurden 1998 in Oberhof organisiert. Die von der Fédération Internationale de Luge de Course veranstalteten kontinentalen Titelkämpfe wurden 5. bis zum 11. Januar 1998 ausgetragen. Es gab Wettbewerbe in den Einsitzern für Männer und Frauen, in Doppelsitzern für Männer sowie mit der Staffel. Abgesehen vom letzten Wettbewerb wurden alle Wettbewerbe in zwei Läufen entschieden.
Die erfolgreichste Mannschaft war das deutsche Team, das drei von 4 Titeln gewann.

## Frauen
Am Start waren insgesamt 21 Sportlerinnen, die alle beiden Läufe absolvierten.
Favoritinnen waren die gesetzte Titelverteidigerin und Vizeweltmeisterin von 1997 Jana Bode und die die amtierende Weltmeisterin Susi Erdmann. Darüber hinaus wurden aber auch Sylke Otto
und den beiden langsam im Weltcup Fuß fassenden, noch eher neueren Nationalmannschaftsmitgliedern Barbara Niedernhuber und Silke Kraushaar Medaillenchancen eingeräumt. Die Stärke der deutschen Athletinnen zeigte sich auch darin, dass Gabriele Kohlisch, immerhin sechsfache Weltmeisterin und 1996 noch Vizeeuropameisterin, vor Beginn der Saison 1997/98 ihre Karriere im Rennrodelsport trotz der anstehenden Olympischen Winterspiele in Nagano beendet hatte. Aus dem Ausland waren vor allem die amtierende Olympiasiegerin Gerda Weissensteiner aus Italien und aus Österreich Angelika Neuner und Andrea Tagwerker an einem guten Tag in der Lage, in die deutsche Phalanx einzubrechen.
Bereits im ersten Lauf unterstrich Silke Kraushaar ihre ansteigende Saisonform und verwies ihre Konkurrentin Susi Erdmann mit über zwei Zehnteln Vorsprung auf den Silberrang. Dahinter platzierten sich Andrea Tagwerker und Angelika Neuner zwei Athletinnen aus Österreich, gefolgt von Barbara Niedernhuber und Sylke Otto. Jana Bode lag nach dem ersten Durchgang nur auf einem enttäuschenden 14. Rang und hatte mit der Medaillenvergabe schon nichts mehr zu tun. Auch die Italienerin Obkircher, 1994 immerhin Team-Europameisterin, erwischte im ersten Lauf einen rabenschwarzen Tag und lag auf Rang 19. Umso spektakulärer entwickelte sich der zweite Lauf, der noch für einige Verschiebungen im Tableau sorgte. Natalie Obkircher fuhr Laufbestzeit und schob sich so noch auf den 12. Rang vor. Susi Ermann verspielte ihren geringen Vorsprung von nur 19 Hundertstel auf Andrea Tagwerker mit der nur sechstbesten Zeit und rettete am Ende mit nur winzigen 5 Tausendstel Vorsprung vor Angelika Neuner ihre Bronzemedaille. Zum Club der Enttäuschten gehörte neben Gerda Weissensteiner auf Rang sechs auch Jana Bode auf Rang 11. Neben durchwachsenen Leistungen im Weltcup trug auch dieses Ergebnis dazu bei, das Bundestrainer Thomas Schwab die Winterbergerin nicht für die Olympischen Spiele in Nagano nominierte, woraufhin sie nach der Saison ihre Karriere beendete. Silke Kraushaar konnte hingegen ihren ersten Titel feiern und fuhr nach Nagano, wo sie etwas überraschend Olympiasiegerin wurde.
| Platz | Sportler               | Land          | 1. Lauf | 2. Lauf | Zeit            |
| ----- | ---------------------- | ------------- | ------- | ------- | --------------- |
| 1     | Silke Kraushaar        | Deutschland   | 41.550  | 42.344  | 1:23.894        |
| 2     | Andrea Tagwerker       | Österreich    | 41.774  | 42.496  | 1:24.270 +0.376 |
| 3     | Susi Erdmann           | Deutschland   | 41.753  | 42.619  | 1:24.372 +0.478 |
| 4     | Angelika Neuner        | Österreich    | 41.836  | 42.541  | 1:24.377 +0.483 |
| 5     | Barbara Niedernhuber   | Deutschland   | 41.899  | 42.663  | 1:24.562 +0.668 |
| 6     | Gerda Weissensteiner   | Italien       | 42.220  | 42.502  | 1:24.722 +0.828 |
| 7     | Sylke Otto             | Deutschland   | 42.044  | 42.681  | 1:24.725 +0.831 |
| 8     | Iluta Gaile            | Lettland      | 42.230  | 42.879  | 1:25.109 +1.215 |
| 9     | Sonja Manzenreiter     | Österreich    | 42.195  | 43.014  | 1:25.209 +1.315 |
| 10    | Mária Jasenčáková      | Slowakei      | 42.794  | 42.691  | 1:25.485 +1.591 |
| 11    | Jana Bode              | Deutschland   | 42.979  | 42.879  | 1:25.858 +1.964 |
| 12    | Natalie Obkircher      | Italien       | 43.649  | 42.341  | 1:25.990 +2.096 |
| 13    | Doris Preindl          | Italien       | 42.936  | 43.093  | 1:26.029 +2.135 |
| 14    | Anna Orlova            | Lettland      | 42.685  | 43.502  | 1:26.187 +2.293 |
| 15    | Margarita Klimenko     | Russland      | 42.743  | 43.858  | 1:26.601 +2.807 |
| 16    | Corina Drăgan          | Rumänien      | 43.521  | 43.437  | 1:26.958 +3.164 |
| 17    | Oryslava Chukhlib      | Ukraine       | 43.470  | 43.632  | 1:27.102 +3.208 |
| 18    | Helen Novikov          | Estland       | 44.138  | 43.102  | 1:27.240 +3.346 |
| 19    | Hanne-Monica Hovsengen | Norwegen      | 43.322  | 44.018  | 1:27.340 +3.446 |
| 20    | Sandra Jäger           | Liechtenstein | 44.144  | 43.427  | 1:27.571 +3.677 |
| 21    | Veronika Sabolová      | Slowakei      | 43.348  | 44.676  | 1:28.024 +4.130 |

## Doppelsitzer Männer
An den Start gingen 15 Doppelsitzer, von denen 13 den zweiten Lauf erreichten.
Als Favoriten für den Titel galten die Titelverteidiger und Vizeweltmeister Stefan Krauße / Jan Behrendt, die allerdings in der laufenden immer wieder von Verletzungssorgen geplagt waren. Hinzu kam das zweite deutsche Duo Skel/Wöller sowie die amtierenden Weltmeister aus Österreich, die Gebrüder Schiegl. Darüber hinaus waren auch die starken italienischen Duos Brugger/Huber, 1994 Olympiasieger, und Plankensteiner/Haselrieder immer für eine Medaille gut.
Nach dem ersten Lauf war es nicht unbedingt eine Überraschung, dass Krauße/Behrendt vor Skel/Wöller in Führung lagen. Allerdings waren die Abstände so gering, so dass noch vier weitere Doppel realistische Medaillenchancen besaßen, darunter die Vize-Juniorenweltmeister von 1997, Maik Sachse und Nico Zink. Im zweiten Lauf fuhren die Schiegl-Brüder Laufbestzeit, konnten aber die beiden führenden Doppel nicht mehr von ihren Medaillenrängen verdrängen. Allerdings schoben sie sich noch an den Italienern Brugger/Huber vorbei und sicherten sich Bronze. Für Kraus/Behrendt war es der letzte EM-Titel. Nachdem sie in Nagano nochmals Olympiasieger wurden, beendeten beide ihre überaus erfolgreiche Karriere.
| Platz | Sportler                                  | Land        | 1. Lauf | 2. Lauf | Zeit             |
| ----- | ----------------------------------------- | ----------- | ------- | ------- | ---------------- |
| 1     | Stefan Krauße Jan Behrendt                | Deutschland | 41.740  | 41.877  | 1:23.617         |
| 2     | Steffen Skel Steffen Wöller               | Deutschland | 41.857  | 41.932  | 1:23.789 +0.172  |
| 3     | Markus Schiegl Tobias Schiegl             | Österreich  | 42.106  | 41.780  | 1:23.886 +0.269  |
| 4     | Kurt Brugger Wilfried Huber               | Italien     | 41.992  | 41.954  | 1:23.946 +0.329  |
| 5     | Maik Sachse Nico Zink                     | Deutschland | 42.377  | 42.192  | 1:24.569 +0.952  |
| 6     | Gerhard Plankensteiner Oswald Haselrieder | Italien     | 42.403  | 42.684  | 1:25.087 +1.470  |
| 7     | André Florschütz Torsten Wustlich         | Deutschland | 44.848  | 42.507  | 1:27.355 +1.738  |
| 8     | Christian Oberstolz Patrick Gruber        | Italien     | 45.340  | 42.250  | 1:27.590 +1.973  |
| 9     | Anders Söderberg Bengt Walden             | Schweden    | 44.094  | 43.817  | 1:27.911 +2.294  |
| 10    | Ion Cristian Stanciu Liviu Cepoi          | Rumänien    | 49.734  | 43.256  | 1:32.990 +7.373  |
| 11    | Danil Tschaban Wiktor Kneib               | Russland    | 49.368  | 44.491  | 1:33.859 +8.242  |
| 12    | Juris Vovčoks Māris Lēģeris               | Lettland    | 51.642  | 46.681  | 1:38.123 +12.506 |
| 13    | Roberts Suharevs Dairis Leksis            | Lettland    | 43.088  | 58.004  | 1:41.092 +15.475 |
| −     | Walter Marx Ľubomír Mick                  | Slowakei    | DNF     | DNF     | DNF              |
| −     | Sergej Jurkin Alexander Maslinizin        | Russland    | DNF     | DNF     | DNF              |

## Männer
In Oberhof waren vor allem der Italiener Armin Zöggeler als auch sein Landsmann Norbert Huber nach dem Verlauf des Weltcups favorisiert. Titelverteidiger Jens Müller sowie Teamrivale Georg Hackl, amtierender Weltmeister, befanden sich im Formaufbau für die Olympischen Winterspiele und hatten im Weltcup noch nicht mit großen Leistungen geglänzt. Hinzu kam Dauerrivale Markus Prock aus Österreich, der im Weltcup aber auch noch nicht überzeugt hatte.
Im Starterfeld von 31 Athleten fuhr Georg Hackl im ersten Durchgang nicht unerwartet Laufbestzeit, lag dabei aber nur zehn Hundertstel vor Markus Prock und dreizehn Hundertstel vor dem Überraschungsdritten Karsten Albert. Komplettiert wurde die Spitzengruppe von den Italienern Zöggeler und Norbert Huber, die sich vom Rest des Feldes schon etwas abgesetzt hatten. Wie bei den Frauen wurde das Tableau im zweiten Lauf allerdings nochmals kräftig durchgewirbelt. Laufbestzeit fuhr Jens Müller, der allerdings mit der nur sechstbesten Zeit im ersten Durchgang schon alle Medaillenchancen begraben musste. Georg Hackl verriss seinen zweiten Lauf hingegen völlig und rutschte auf den 5. Platz ab. Nutznießer war Markus Prock, der nach 1994 seinen zweiten EM-Titel feiern konnte. Karsten Albert konnte nach Gold im Team etwas überraschend die Silbermedaille erringen, der Italiener Norbert Huber gewann Bronze.
| Platz | Sportler             | Land                    | 1. Lauf | 2. Lauf | Zeit            |
| ----- | -------------------- | ----------------------- | ------- | ------- | --------------- |
| 1     | Markus Prock         | Österreich              | 44.139  | 44.209  | 1:28.348        |
| 2     | Karsten Albert       | Deutschland             | 44.142  | 44.314  | 1:28.456 +0.108 |
| 3     | Norbert Huber        | Italien                 | 44.228  | 44.248  | 1:28.476 +0.128 |
| 4     | Armin Zöggeler       | Italien                 | 44.188  | 44.341  | 1:28.529 +0.181 |
| 5     | Georg Hackl          | Deutschland             | 44.129  | 44.534  | 1:28.663 +0.315 |
| 6     | Jens Müller          | Deutschland             | 44.683  | 44.201  | 1:28.884 +0.536 |
| 7     | Gerhard Gleirscher   | Österreich              | 44.764  | 44.286  | 1:29.050 +0.702 |
| 8     | Mike Holm            | Schweden                | 44.543  | 44.553  | 1:29.096 +0.748 |
| 9     | Reinhold Rainer      | Italien                 | 44.585  | 44.598  | 1:29.183 +0.835 |
| 10    | Wilfried Huber       | Italien                 | 44.756  | 44.437  | 1:29.193 +0.845 |
| 11    | Robert Fegg          | Deutschland             | 44.934  | 44.595  | 1:29.529 +1.181 |
| 12    | Bengt Walden         | Schweden                | 44.933  | 44.661  | 1:29.594 +1.246 |
| 13    | Tyler Seitz          | Kanada                  | 44.897  | 44.705  | 1:29.602 +1.254 |
| 14    | Guntis Rēķis         | Lettland                | 45.187  | 44.737  | 1:29.924 +1.576 |
| 15    | Jaroslav Slavik      | Slowakei                | 44.968  | 44.984  | 1:29.952 +1.604 |
| 16    | Anders Söderberg     | Schweden                | 44.959  | 45.064  | 1:30.023 +1.675 |
| 17    | Felix Penner         | Deutschland             | 45.239  | 44.834  | 1:30.073 +1.725 |
| 18    | Markus Kleinheinz    | Österreich              | 44.892  | 45.289  | 1:30.181 +1.833 |
| 19    | Reto Gilly           | Schweiz                 | 44.842  | 45.395  | 1:30.237 +1.889 |
| 20    | Alexander Subkow     | Russland                | 45.092  | 45.154  | 1:30.246 +1.898 |
| 21    | Karol Rusnak         | Slowakei                | 45.319  | 45.166  | 1:30.485 +2.137 |
| 22    | Martin Duchek        | Tschechien              | 45.405  | 45.393  | 1:30.798 +2.450 |
| 23    | Spyros Pinas         | Griechenland            | 45.747  | 45.874  | 1:31.621 +3.273 |
| 24    | Juris Timšāns        | Lettland                | 46.093  | 45.795  | 1:31.888 +3.540 |
| 25    | Frantisek Pekar      | Tschechien              | 46.324  | 45.624  | 1:31.948 +3.600 |
| 26    | Walter Marx          | Slowakei                | 47.205  | 45.140  | 1:32.345 +3.997 |
| 27    | Ion Cristian Stanciu | Rumänien                | 46.870  | 45.916  | 1:32.786 +4.438 |
| 28    | Andrus Paul          | Estland                 | 46.502  | 46.411  | 1:32.913 +4.565 |
| 29    | Ismar Biogradlić     | Bosnien und Herzegowina | 47.007  | 46.056  | 1:33.063 +4.705 |
| −     | Ivan Bayik           | Ukraine                 | DNF     | DNF     | DNF             |
| −     | Ľubomír Mick         | Slowakei                | DNF     | DNF     | DNF             |

## Teamrennen
Der Wettbewerb wurde in Einzelrennen ausgetragen, deren einzelne Zeiten in Punkte umgerechnet wurden. Dabei wurden die Punkte bei den Einsitzern in Einer-Schritten, bei den Doppelsitzern allerdings in Zweier-Schritten vergeben. Letztmalig gingen in den Einzelkonkurrenzen zwei Starter pro Team in die Wertungen ein. Am Start waren nur 9 Teams, von denen allerdings nur 7 die volle Stärke erreichten. Zuerst gingen die Männer ins Rennen, anschließend die Frauen-Einsitzer und als letztes die Doppelsitzer.
Nachdem deutsche Teams bis auf 1994 alle bisherigen EM-Titel im Mannschaftswettbewerb gewonnen hatten, war Team Deutschland als Titelverteidiger naturgemäß Favorit. Allerdings lag das starke italienische Team bis vor Beginn des abschließenden Doppelwettbewerbs stetig in Führung. Nachdem Susi Erdmann nur einen siebten Platz mit in die Wertung einbringen konnte, rutschte Team Deutschland hinter Österreich sogar auf den dritten Platz. Erst das Duo Krauße/Behrendt, welches den Doppelsitzer-Wettbewerb mit nur 9 Tausendstel Vorsprung vor Österreich gewann, brachte Team Deutschland auf die Siegerstraße. Am Ende lag man punktgleich mit Italien vorn, die bessere Gesamtzeit sicherte Deutschland letztlich den EM-Titel. Bei einem Sieg der Schiegl-Brüder über Krauße/Behrendt wäre Österreich vor Deutschland und Italien Europameister geworden. Dem starken schwedischen Team fehlte eine Rodlerin, nach drei eingebrachten Wertungsergebnissen lagen die Skandinavier noch auf einem sehr guten vierten Rang.
| Platz | Land                        | Sportler                                                                          | Laufzeiten                                                            | Punkte         | Gesamt | Gesamtzeit |
| ----- | --------------------------- | --------------------------------------------------------------------------------- | --------------------------------------------------------------------- | -------------- | ------ | ---------- |
| 1     | Deutschland                 | Jens Müller Karsten Albert Silke Kraushaar Susi Erdmann Krauße/Behrendt           | 0045.168 0(3) 0045.258 0(5) 0043.008 0(1) 0043.303 0(7) 0042.704 0(1) | 28 26 30 24 30 | 138    | 3:39.441   |
| 2     | Italien                     | Armin Zöggeler Norbert Huber Natalie Obkircher Gerda Weissensteiner Brugger/Huber | 0045.068 0(1) 0045.242 0(4) 0043.189 0(3) 0043.205 0(4) 0042.854 0(3) | 30 27 28 27 26 | 138    | 3:39.558   |
| 3     | Österreich                  | Markus Prock Markus Kleinheinz Angelika Neuner Andrea Tagwerker Schiegl/Schiegl   | 0045.158 0(2) 0045.605 0(7) 0043.049 0(2) 0043.234 0(5) 0042.715 0(2) | 29 24 29 26 28 | 136    | 3:39.761   |
| 4     | Lettland                    | Guntis Rēķis Juris Timšāns Iluta Gaile Anna Orlova Vovčoks/Lēģeris                | 0045.880 0(9) 0046.591 (12) 0043.286 0(6) 0043.832 0(9) 0044.777 0(5) | 22 19 25 22    | 110    | 3:44.336   |
| 5     | Russland/ Estland           | Alexander Subkow Andrus Paul Helen Nowikow Margarita Klimenko Tschaban/Kneib      | 0046.016 (10) 1:09.813 (17) 0044.007 (10) 0044.625 (13) 0043.290 0(4) | 21 14 21 18 24 | 98     | 4:07.751   |
| 6     | Slowakei                    | Jaroslav Slavik Karol Rusnak Mária Jasenčáková Veronika Sabolová Mick/Marx        | 0046.026 (11) 0046.944 (14) 0043.517 0(8) 0044.101 (11) 0055.746 0(8) | 20 17 23 20 16 | 96     | 3:56.334   |
| 7     | Schweden/ Norwegen          | Mike Holm Bengt Walden Hanne-Monika Hovsengen Söderberg/Walden                    | 0045.368 0(6) 0045.751 0(8) 0044.171 (12) 0047.836 0(7)               | 25 23 19 18    | 85     | 3:03.126   |
| 8     | Rumänien/ Ukraine           | Ion Cristian Stanciu Ivan Bayik Corina Drăgan Oryslava Chukhlib Stanciu/Cepoi     | 0047.211 (15) 0048.638 (16) 0044.919 (14) 0045.037 (15) 0045.409 0(6) | 16 15 17 16 20 | 84     | 3:51.214   |
| 9     | Liechtenstein/ Griechenland | Spyros Pinas Sandra Jäger                                                         | 0046.756 (13) 1:03.502 (16)                                           | 18 15          | 33     | 1:50.258   |

## Medaillenspiegel
| Platz | Land        | Gold | Silber | Bronze | Gesamt |
| ----- | ----------- | ---- | ------ | ------ | ------ |
| 1     | Deutschland | 4    | 4      | 1      | 9      |
| 2     | Italien     | 0    | 0      | 2      | 2      |
| 3     | Österreich  | 0    | 0      | 1      | 1      |